# Usingerina moapensis
Usingerina moapensis är en insektsart som beskrevs av La Rivers 1950. Usingerina moapensis ingår i släktet Usingerina och familjen vattenbin. Inga underarter finns listade i Catalogue of Life.